# SCO Group
SCO Group (precedentemente nota come Caldera Systems e Caldera International) è stata una società che negli anni ha sviluppato distribuzioni GNU/Linux per workstation e server. SCO Group ai suoi esordi è stata spesso associata con il movimento open source.
Dopo aver acquisito (secondo la SCO) alcuni diritti sul marchio registrato UNIX, su SCO UNIX e sulla serie di prodotti UnixWare, nel 2003 SCO Group apre una causa legale contro il gigante dell'IT IBM, accusandola di aver contribuito allo sviluppo del kernel Linux utilizzando codice sorgente di sua proprietà.

## Dal 1994 al 2004

### Gli inizi
Nel 1994 il gruppo Canopy Group, che era guidato da Ray Noorda, finanziò Ransom Love per la fondazione di Caldera Systems, con sede nello Utah. Il suo principale prodotto allora era il Caldera Linux, una distribuzione GNU/Linux pensata principalmente per le aziende e contenente alcune aggiunte di software proprietario da loro realizzate.
Nel 1996 acquisì da Novell l'intero assetto dei diritti di DRI, compresi quelli del DR-DOS. Dopo l'acquisizione, Caldera denunciò Microsoft per condotta monopolistica nel mercato dei sistemi operativi e per l'erezione di barriere software atte ad impedire l'uso di Windows su sistemi diversi dall'MS-DOS. La causa, giudicata nel 2000, ha visto riconosciute le accuse di Caldera e Microsoft è stata condannata al pagamento di un risarcimento stimato in 150/200 milioni di dollari a Caldera.
Nel 1998 SCO, insieme a IBM, Sequent e altri, partecipò al Progetto Monterey per lo sviluppo di una versione di UNIX per grandi sistemi.

### 2000: L'acquisizione di altri sistemi Unix
Nel 2000, Caldera ha acquisito molti sistemi UNIX dalla Santa Cruz Operation, compresi SCO UNIX e UnixWare, sistemi operativi che si suppone essere in diretta competizione con GNU/Linux.

### 2002: L'unione con altre fondazioni/società
Nel 2002, Caldera si è unita a SUSE Linux, Turbolinux e Conectiva per formare la società United Linux, nel tentativo di standardizzare le distribuzioni GNU/Linux. Nel corso dello stesso anno il fondatore, Ransom Love, lascia la compagnia. Il direttivo di Caldera si rende conto che la maggior parte dei suoi profitti provenivano dall'eredità SCO di UNIX e modificò il nome della società in SCO Group. È da notare che la compagnia non è mai stata legata alla Santa Cruz Operation, oggi nota come Tarantella, Inc., tranne durante l'acquisto di 2 dei 3 suoi gruppi aziendali e dell'acquisizione, nel 2002, di gran parte dei suoi dipendenti.

### 2003: Le cause legali per il diritto d'autore
Nel gennaio 2003, SCO Group assunse l'avvocato David Boies, annunciando che avrebbe indagato sull'infrazione dei diritti d'autore che possiede su UNIX.
Il 7 marzo il direttore esecutivo Darl Mc Bride annunciò l'inizio della causa legale contro IBM, accusando tale società di aver rubato segreti industriali di UNIX e averli resi disponibili agli sviluppatori del kernel Linux (per maggiori dettagli si veda la voce Causa legale tra SCO e IBM).
Come conseguenza di questa causa legale, SuSE Linux annunciò pubblicamente che stava riconsiderando i suoi rapporti commerciali con SCO Group. Nonostante questo, dall'inizio della causa, il valore delle azioni in borsa di SCO Group si è incrementato di oltre il 1500%.
Nel maggio 2003 SCO Group annunciò di aver inviato lettere a 1500 grandi società in tutto il mondo, tra le altre quelle comprese nella lista Fortune 500, avvisandole che l'uso del kernel Linux poteva infrangere i diritti d'autore che SCO Group stessa possiede sul codice sorgente di UNIX.
Come risultato di tale azione, SCO Group fu denunciata per diffamazione da numerose società, tra cui: IBM, LinuxTag, SuSE Linux e Red Hat.

Nel giugno 2003 SCO Group acquistò Vultus Inc, che precedentemente era una proprietà del gruppo Canopy Group. Le due società possiedono un pacchetto azionario minimo (rispettivamente l'1.6% e il 4.1%) di Trolltech, creatore delle librerie Qt. Il gruppo Canopy è una società operativa di altre compagnie tecnologiche, compresa la società di clustering Linux Networx. Possiede il 46% di SCO Group; le due aziende hanno in comune molti amministratori.

### 2004
Nel gennaio del 2004 il sito web di SCO Group fu attaccato dal worm Mydoom, programmato per scagliare un attacco denial of service a partire dal 1º febbraio.

## La situazione attuale
Attualmente, il gruppo è entrato in amministrazione controllata per cercare di far fronte ai debiti. La società deve ingenti somme di denaro agli avvocati che l'hanno seguita durante la causa contro IBM. La società ha debito anche con società informatiche come Microsoft e Sun Microsystems. Inoltre la società deve pagare delle royalty ancora da stabilire a Novell dato che un giudice statunitense ha stabilito che la proprietà intellettuale del sistema operativo UNIX è di Novell e quindi SCO ha violato le proprietà intellettuali Novell vendendo licenze UNIX.
SCO Group è sull'orlo della bancarotta ma ha ricevuto un finanziamento da Gulf Capital Partners per continuare a portare avanti la sua causa contro IBM.

La causa si è conclusa il 30 marzo 2010 con la decisione della Corte Distrettuale dello Utah che ha respinto tutte le richieste di SCO, dando piena ragione a Novell.